# Lamponia elegantula
Lamponia elegantula är en fjärilsart som beskrevs av Herrich-Schäffer 1869. Lamponia elegantula ingår i släktet Lamponia och familjen tjockhuvuden. Inga underarter finns listade i Catalogue of Life.